# Jürgen Morhard
Jürgen M. H. Morhard (* 1. August 1956 in Pirmasens) ist ein deutscher Diplomat. Er war Botschafter in Sri Lanka (2012–2016) und Generalkonsul in Mumbai, Indien.  (2016–2022). Er trat 2022 mit Erreichen der Altersgrenze in den Ruhestand und ist seitdem Vorsitzender der Deutsch-Indischen Gesellschaft e.V. (Dachverband).

## Leben
Nach dem Abitur begann Morhard 1978 ein Studium der Betriebswirtschaftslehre an der Universität zu Köln, das er 1982 abschloss. Nach verschiedenen Auslandsstudien- und Forschungsaufenthalten in Japan und Frankreich legte er 1987 an der Universität zu Köln seine Promotion zum Dr. rer. pol. mit einer Dissertation zum Thema Wirtschaftliche Sicherheit und Politik in Japan : ein Faktor in der Konzeption der japanischen Aussen- und Sicherheitspolitik ab. Jürgen Morhard ist verheiratet und Vater von zwei Kindern.

## Laufbahn
1987 trat er in den Auswärtigen Dienst ein und fand nach der Attachéausbildung sowie Abschluss der Laufbahnprüfung für den höheren Dienst Verwendung an den Auslandsvertretungen in Japan von 1989 bis 1993, in Togo zwischen 1996 und 1999 sowie in Hongkong von 1999 bis 2003 und zwischenzeitlich in der Zentrale des Auswärtigen Amtes. Während dieser Zeit befasste er sich insbesondere mit wirtschaftspolitischen Themen sowie Fragen der Außenwirtschaftsförderung. 2003 kehrte Morhard in die Zentrale des Auswärtigen Amtes nach Berlin zurück und war dort bis 2006 stellvertretender Leiter des Referats für Haushalt und Finanzen, ehe er zwischen 2006 und 2009 Leiter des Wirtschaftsreferats an der Botschaft in den USA war. Im Anschluss fungierte er von 2009 bis 2012 als Beauftragter für den Haushalt im Auswärtigen Amt.
Im August 2012 wurde er Botschafter in Sri Lanka und damit Nachfolger von Jens Plötner. In dieser Funktion ist er zugleich als Botschafter auf den Malediven akkreditiert. Von 2016 bis 2022 war als Generalkonsul in Mumbai, Indien, tätig. Dort begleitete er insbesondere die steigenden Neuinvestitionen und Expansion deutsche Unternehmen in Westindien. Gleichermaßen lag ihm jedoch die Intensivierung des Austauschs zwischen Indien und Deutschland im Sport am Herzen. Er baute zudem das zentrale Schengen-Visa-Zentrum am Generalkonsulat Mumbai auf. Nach Eintritt in den Ruhestand im Juli 2022 findet sein Engagement für die Intensivierung der deutsch-indischen Beziehungen mit der Übernahme des Vorsitzes der Deutsch-Indischen Gesellschaft (DIG e.V.) eine Fortsetzung.

## Schrift
- Wirtschaftliche Sicherheit und Politik in Japan : ein Faktor in der Konzeption der japanischen Aussen- und Sicherheitspolitik, zugleich Dissertation 1987. Universität Köln, Hamburg 1989. ISBN 3-88910-063-5